# Ilhas Virgens Britânicas nos Jogos Olímpicos de Verão de 2012
As Ilhas Virgens Britânicas competiram nos Jogos Olímpicos de Verão de 2012, que aconteceram na cidade de Londres, no Reino Unido, de 27 de julho até 12 de agosto de 2012.

## Desempenho

### Atletismo
Masculino
| Atleta           | Evento | Preliminar | Preliminar | Quartas de final | Quartas de final | Semifinais  | Semifinais  | Final       | Final       |
| Atleta           | Evento | Marca      | Posição    | Marca            | Posição          | Marca       | Posição     | Marca       | Posição     |
| ---------------- | ------ | ---------- | ---------- | ---------------- | ---------------- | ----------- | ----------- | ----------- | ----------- |
| J'maal Alexander | 100 m  | 10s92      | 4º/bat. 3  | Não avançou      | Não avançou      | Não avançou | Não avançou | Não avançou | Não avançou |